# Буриганга

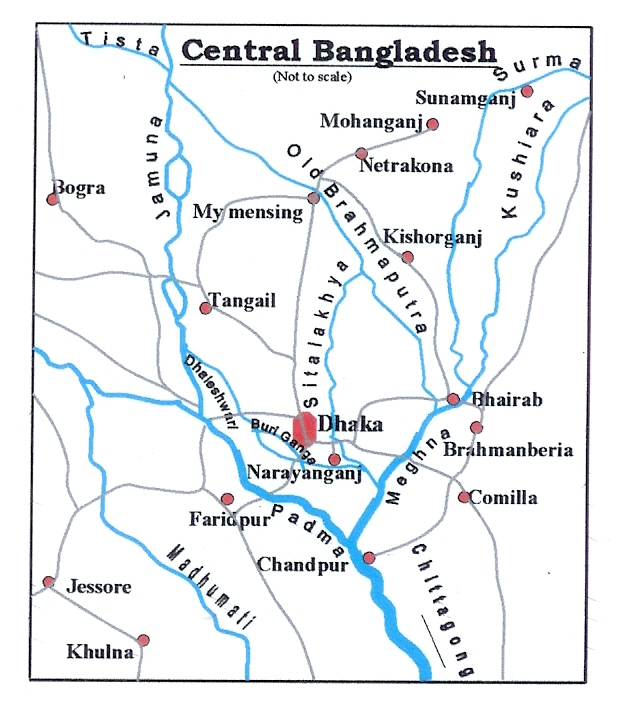

Буриганга (бенг. বুড়িগঙ্গা, Старый Ганг) — река, протекающая около Дакки, столицы Бангладеш, один из рукавов, соединяющих Ганг с Брахмапутрой. Средняя глубина реки 12 метров, максимальная глубина — 28 метров.

## Хозяйственное значение
Буриганга — важная транспортная артерия страны. Судоходное движение по ней очень интенсивно. Несмотря на неприятный запах и чёрный цвет, местные жители используют реку для купания и стирки одежды.

## Экологическая обстановка
Считается одной из самых загрязнённых рек планеты: воду из реки нельзя не только пить, но даже использовать для мытья и технических целей. 
Хотя в стране существует законодательный запрет сброса отходов в реки, в Буригангу ежедневно сливается 1,5 миллиона кубометров промышленных отходов. Река признана биологически мёртвой.